# Serie 2 (DBU Sjælland)
 For alternative betydninger, se Serie 2. (Se også artikler, som begynder med Serie 2)
Serie 2 (SBU) er den syvendebedste fodboldrække (en blandt flere) i Danmarksturneringen.
Det er derimod den tredjebedste fodboldrække for herrer administreret af lokalunionen Sjællands Boldspil-Union (SBU). Serien består af i alt 48 hold, opdelt i 4 puljer med hver 12 hold, som spiller 22 kampe ude og hjemme. De bedstplacerede hold rykker op i SBU Serie 1.
| Fodbold | Spire Denne artikel om en fodboldturnering er en spire som bør udbygges. Du er velkommen til at hjælpe Wikipedia ved at udvide den. |